# Négrette
Négrette ist eine Rotweinsorte. Sie stammt aus Südwest-Frankreich und ist noch immer in der Weinbauregion Sud-Ouest heimisch. Ihren Namen hat die Sorte von ihrer dunklen Farbe – "negre" heißt schwarz auf Okzitanisch und von dem Diminutivsuffix -tte. Sie dominiert in den Cuvées der Appellationen Côtes du Frontonnais und Vins de Lavilledieu. Ferner findet sie Eingang in die Rotweine der Fiefs Vendéens. Die spätreifende Sorte ist wegen ihrer dünnen Schale anfällig für den echten Mehltau, den falschen Mehltau, die Rohfäule sowie zu starken Wind. Sie ergibt aromatische, sehr angenehme Rotweine mit einem hohen Anteil an Anthocyanen und einem geringen Anteil an Gerbstoffen (siehe hierzu auch den Artikel Phenole im Wein). Die Weine mit einem intensiven Veilchen-Aroma sind bereits jung sehr angenehm, bauen aber in der Flasche durchaus einige Jahre lang aus.
Es wird häufig kolportiert, dass sie im 12. Jahrhundert mit den Kreuzrittern aus Zypern (wo die Rebsorte Kypreiko Mavro griechisch: schwarz hieß) in ihre jetzige Heimat Fronton kam. Dagegen spricht neben ihrem Namen jedoch, dass sie bis ins 19. Jahrhundert auch im Weinbaugebiet von Gaillac eine große Rolle spielte. Es handelt sich daher wohl um eine autochthone Rebsorte des Südwestens.
In Kalifornien und Australien wurde in den 1980er Jahren die dort kultivierte Pinot Saint George vom französischen Ampelographen Pierre Galet als Négrette identifiziert. Man findet die Rebsorte aber auch in Argentinien, Bulgarien und Mexiko. Zur Verwirrung trägt bei, dass der Name auch ein Synonym für die rote Rebsorte Mourvèdre ist. Außerdem darf sie nicht mit der eigenständigen Rebsorte Négrette de Nice verwechselt werden. In Frankreich sind insgesamt 5 Klone mit den Bezeichnungen 581 und 663 (die qualitativ hochwertigsten) und 456, 580 sowie 582 zugelassen. Im Jahr 2007 betrug die dort erhobene Rebfläche 1.319 Hektar.
Siehe auch die Artikel Weinbau in Frankreich, Weinbau in Australien, Weinbau in Argentinien, Weinbau in Bulgarien und Weinbau in den Vereinigten Staaten sowie die Liste von Rebsorten.
Synonyme: Cap de More, Chalosse Noire, Couporel, Dégoutant, Folle Noire (auf der Insel Île de Ré und der Insel Île d’Oléron), Morelet, Negralet, Negraou, Negret, Negret de Gaillac, Negrette de Chypre (in Anspielung an ihre Heimat in Zypern), Negretto, Pinot Saint George, Saintongeais, Vesparo Noir und Villemur.